# UTC−10
UTC−10 er en tidszone som er 10 timer efter standardtiden UTC.

## UTC−10 bruges hele året af
- Cookøerne (associeret med New Zealand, men også anerkendt som selvstændig stat af adskillige stater)
- Dele af Fransk Polynesien (under Frankrig):
  - Selskabsøerne, herunder Tahiti
  - Tuamotu
  - Australøerne
- Dele af USA:
  - Hawaii
  - Johnston Atoll

## UTC−10 bruges som standardtid (vinter på den nordlige halvkugle)
- Dele af USA:
  - Den amerikanske del af Aleuterne (hører til delstaten Alaska, området bruger UTC−9 som sommertid)